# Zone archéologique de San Pietro degli Schiavoni
La zone archéologique de San Pietro degli Schiavoni (ou en dialecte de Brindisi San Pietru dilli Scauni) est située dans le centre historique de Brindisi sous le théâtre Verdi, qui présente des éléments et des découvertes de l'ancienne ville romaine de Brundisium,.

## Historique
San Pietro degli Schiavoni (schiavoni, esclavon en français) est le nom du quartier très central, lequel abritait une église dédiée au saint du même nom et accueillait les habitants d'origine slave et albanaise, protagonistes de l'immigration dès la seconde moitié du XVe siècle.

## Description
Au début des années 1960, certaines maisons du quartier, pour la plupart délabrées, furent démolies dans le but de construire le nouveau Palais de Justice, alors hébergé dans le Palazzo Granafei-Nervegna (it). Des vestiges de la cité médiévale ont été découverts, lesquels ont été détruits par les bulldozers de l'époque. Une fois le chantier arrêté, des fouilles systématiques ont été réalisées par la surintendance archéologique locale.
À la fin des fouilles, une insula de Brindisi de la Rome antique a été mise au jour. La domus la mieux conservée a été mise au jour dans le secteur central de ce vaste espace. Elle est datée de la fin du Ier siècle av. J.-C. au Ier siècle et présente un sol en mosaïque. Le triclinium (salle à manger) de la maison patricienne est flanqué sur les petits côtés de deux autres pièces, accessibles depuis le portique à colonnades d'un péristyle (aujourd'hui disparus).
En 1967, la municipalité avait prévu de construire le nouveau théâtre municipal sur cette zone, mais l'importance de la découverte et les restrictions de conservation imposées ont conduit à une nouvelle révision du projet. Le nouveau projet du théâtre Verdi, conçu par l'architecte Enrico Nespega, était donc celui d'un énorme bâtiment en acier, « un théâtre suspendu », afin que l'ensemble de la zone archéologique reste accessible aux touristes et aux chercheurs.